# Willi Neuberger
Willi Neuberger (ur. 15 kwietnia 1946 w Klingenberg am Main) – były niemiecki piłkarz występujący na pozycji obrońcy, pomocnika lub napastnika.

## Kariera klubowa
Neuberger jest wychowankiem TuS Röllfeld. Karierę w tym klubie rozpoczął w 1955 roku. Grał tam do 1966 roku. Wówczas trafił do pierwszoligowej Borussii Dortmund. W Bundeslidze zadebiutował 17 września 1966 w bezbramkowo zremisowanym meczu z Rot-Weiss Essen. Od czasu debiutu Neuberger był podstawowym graczem Borussii i grał tam jako napastnik. 7 stycznia 1967 w wygranym 5:0 spotkaniu z Fortuną Düsseldorf Neuberger strzelił dwa gole, które były pierwszymi w trakcie jego gry w Bundeslidze. W sezonie 1968/1969 Neuberger występował w Borussii na pozycji pomocnika, ale po zakończeniu sezonu powrócił do roli napastnika. Natomiast sezon 1970/1971 zanotował w całości jako obrońca. W Borussii spędził w sumie pięć lat. W tym czasie rozegrał tam 148 spotkań i zdobył 28 bramek.
W 1971 roku odszedł do Werderu Brema, występującego w Bundeslidze. W barwach tego klubu zadebiutował 21 sierpnia 1971 w zremisowanym 2:2 ligowym spotkaniu z 1. FC Kaiserslautern. Od czasu debiutu w Werderze występował tam na pozycji pomocnika. W drużynie z Bremy spędził dwa lata. Łącznie wystąpił tam w 63 meczach i strzelił 11 goli.
W 1973 roku przeniósł się do Wuppertaler SV. Pierwszy występ zanotował 11 sierpnia 1973 w przegranym 1:2 spotkaniu z VfL Bochum. W Wuppertalerze grał do listopada 1974. Łącznie wystąpił tam w 42 meczach i strzelił 5 goli.
W listopadzie 1974 podpisał kontrakt z innym pierwszoligowcem - Eintrachtem Frankfurt. Pierwszy ligowy występ zanotował tam 16 listopada 1974 w zremisowanym 5:5 pojedynku z VfB Stuttgart. W 1975 roku zdobył z Eintrachtem puchar Niemiec. W 1980 roku wywalczył z mo, Puchar UEFA, po pokonaniu w jego finałowym dwumeczu Borussii Mönchengladbach. W 1981 roku Neuberger drugi raz w karierze zdobył z klubem puchar Niemiec. W Eintrachcie grał do 1983 roku. W sumie rozegrał tam 267 spotkań i zdobył 18 bramek.

## Kariera reprezentacyjna
Neuberger jest byłym reprezentantem RFN. W drużynie narodowej zadebiutował 8 maja 1968 w zremisowanym 1:1 towarzyskim meczu z Walią. W kadrze Neuberger rozegrał w sumie dwa spotkania.